# Georg Haentzschel
Georg Friedrich Esaias Häntzschel (né le 23 décembre 1907 à Berlin, mort le 13 avril 1992 à Cologne) est un compositeur allemand de musique de films.

## Biographie
Haentzschel reçoit sa formation de 1920 à 1929 au Conservatoire Stern de Berlin. Depuis le milieu des années 1920, il joue comme pianiste dans divers groupes de danse. À la fin de la décennie, il se produit dans les groupes de Lud Gluskin, Gabriel Formiggini, Marek Weber et Billy Barton.
À partir de 1937, il dirige Die Goldene Sieben et travaille avec Peter Igelhoff et Freddie Brocksieper. Aux côtés de Fritz Schulz-Reichel, Haentzschel est considéré comme le meilleur pianiste swing allemand de l'époque.
Haentzschel vient au cinéma en tant qu'assistant de Theo Mackeben. À partir de 1937, il compose de manière indépendante. Pendant plusieurs années, il travaille avec le réalisateur Josef von Baky. Son œuvre la plus importante est la musique du film Les Aventures fantastiques du baron Münchhausen, à partir de laquelle il compose la Münchhausen-Suite. En 1940, il devient l'un des chefs et arrangeurs du Deutsche Tanz- und Unterhaltungsorchester, dont la première diffusion remonte à 1942.
Après la Seconde Guerre mondiale, il travaille pour la Radio Berlin Tanzorchester, puis se rend à Cologne, où il devient directeur du petit orchestre de divertissement du WDR. En tant que compositeur de films, il continue à travailler avec le réalisateur Josef von Baky jusqu'en 1959.
Haentzschel compose également des quatuors à cordes et de la musique orchestrale comme Mosaik für Big Band et Mixturaleske für großes Orchester und Big Band. Il prend sa retraite au milieu des années 1970. En 1984, il reçoit le Filmband in Gold pour de nombreuses années de travail exceptionnel dans le cinéma allemand.

## Filmographie
- 1937 : Yette la divine
- 1937 : Gefährliches Spiel
- 1937 : La folle imposture
- 1937 : Streit um den Knaben Jo
- 1939 : A varieté csillagai
- 1939 : Menschen vom Varieté
- 1939 : Éveil (de)
- 1940 : Der Kleinstadtpoet (de)
- 1941 : Annelie
- 1942 : Der 5. Juni (de)
- 1943 : Les Aventures fantastiques du baron Münchhausen
- 1943 : Wenn der junge Wein blüht
- 1945 : Via Mala
- 1949 : La Chair
- 1953 : Bezauberndes Fräulein (de)
- 1954 : Sans toi je n'ai plus rien
- 1954 : Émile et les Détectives
- 1955 : Hotel Adlon
- 1955 : Du mein stilles Tal
- 1955 : Meine Kinder und ich
- 1956 : Der erste Frühlingstag (de)
- 1957 : Un petit coin de paradis
- 1957 : Les Frénétiques
- 1958 : Avouez, Docteur Corda
- 1958 : Stefanie
- 1959 : Der Mann, der sich verkaufte (de)
- 1959 : Die ideale Frau (de)
- 1959 : Marili (de)
- 1963 : Das Echo (TV)